# Perdido el paraíso
Perdido el paraíso del escritor holandés Cees Nooteboom,  traducción de Isabel Clara Lorda Vidal. 
En español esta novela puede encontrarse editada, por lo menos, por Ediciones Siruela.

## Contexto
Esta novela fue escrita en Ámsterdam y San Luis entre febrero de 2003 y agosto de 2004.
Rindiéndole un homenaje al poeta inglés John Milton, Nooteboom no deja sombra de duda de que se trata de una alusión directa al poema El paraíso perdido.

## Estructura
Esta es una novela compuesta de historias. La primera se liga, a la final, con la última. El autor juega a meter episodios que pueden ser una experiencia suya dentro del contexto de la novela, poniendo a jugar las que presenta como sus propias vivencias con elementos de sus personajes, a pesar de que las historias de éstos transcurren en contextos y lugares diferentes a los que autor usa para presentarse como personaje. 
Es una novela dividida en cuatro partes:
1. Prólogo: esta parte se cuenta un episodio puntual de la vida del autor. Un viaje en un avión comercial es el telón de fondo para que el autor y una mujer joven y atractiva compartan un espacio. El narrador es el mismo autor que describe la escena. Muy pronto se destaca que la mujer lee un libro, cuyo contenido despierta la curiosidad del narrador. A pesar de su belleza y de que existe un gancho para comenzar una conversación, el narrador decide retroceder y respetar el sueño de la pasajera (muy a la manera de un cuento de Gabriel García Márquez, titulado "El avión de la bella durmiente" e incluido en su libro Doce cuentos peregrinos).
2. Primera parte
3. Segunda parte
4. Epílogo:

## Otros valores de la obra
Esta novela nos hace ver que la figura de los ángeles no es una exclusividad de la retórica religiosa. Una de las citas que abre la novela de Nooteboom es un párrafo de la Tesis de filosofía de la historia de Walter Benjamin (y que hace parte de la primera parte de sus Discursos interrumpidos). En éste, el filósofo alemán compara a la historia con un ángel que se ve inmerso en el paso de un huracán que hacen crecer ruinas hasta el cielo. La cara del ángel mira con horror la desolación que deja el huracán. Ese es el pasado. El huracán, para Benjamin, es el progreso. 
Existen varios guiños que pueden divertir al lector:
En el prólogo, Nooteboom parafrasea a Calvino diciendo que "los libros deben ser breves". Bien, esta novela no supera las 160 páginas. 
En el mismo prólogo, el autor nos hace referencia a una asignatura que desarrolla durante el vuelo en donde ve por primera vez a su interlocutora. Se trata del prólogo de un libro de fotografías sobre ángeles de un cementerio.  

## Reacciones
"Una hermosísima novela con alas de verdad que dan ganas de aprenderse de memoria como si fuera un poema" Jesús Aguado, de El País de España.